# Perlator

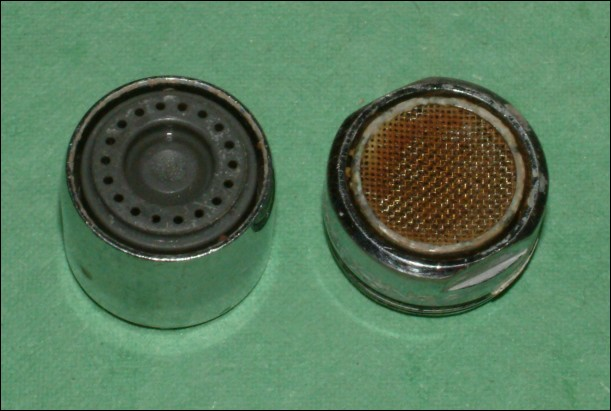
Perlator. Zakończenie wylewki bardzo drobną siateczką. Przepływająca woda wywołuje podciśnienie (efekt injektora) i zasysa powietrze, które miesza się z wodą

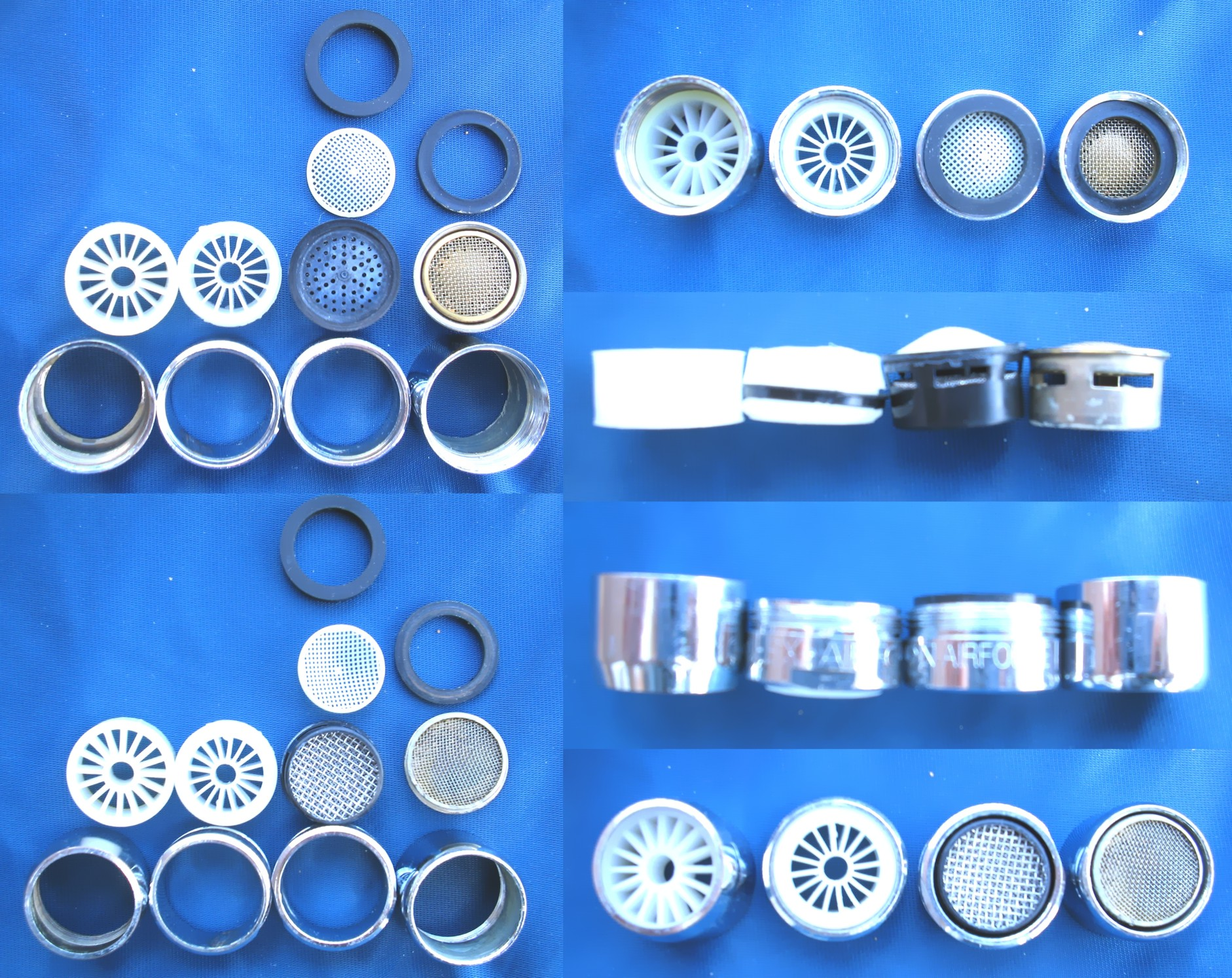
różne typy perlatorów

Perlator – rodzaj nakładki (sitka) w kształcie pierścienia, którą montuje się na końcu wylewki, kranu, prysznica itp. zwiększający optycznie strumień wody poprzez znaczne jej napowietrzenie.
Perlatory mogą mieć gwint zewnętrzny, który wkręca się do baterii lub wewnętrzny, starszego typu, który nakręca się na wylewkę. Niektóre perlatory zamiast metalowej siateczki zakończone są elementami plastikowymi lub silikonowymi. Zakończenia silikonowe umożliwiają łatwiejsze usuwanie osadu kamiennego powstałego po przepływie przez perlator twardej wody. Jednak zależy to od modelu, gdyż perlatory ze strumieniem igiełkowym nie napowietrzają, a jedynie ograniczają przepływ.

## Zasada działania
Na wypływającą przez perlator wodę wywierane jest podciśnienie, które powoduje zasysanie powietrza przez drobne otworki i mieszanie ich z wodą. W rezultacie powstaje strumień wody wypełniony pęcherzykami powietrza, które z jednej strony ograniczają ilość przepływającej wody, a jednocześnie powodują zwiększenie objętości strumienia.

## Oszczędność wody
Zgodnie z danymi producentów, perlator potrafi oszczędzić od 15% do 60% wody.

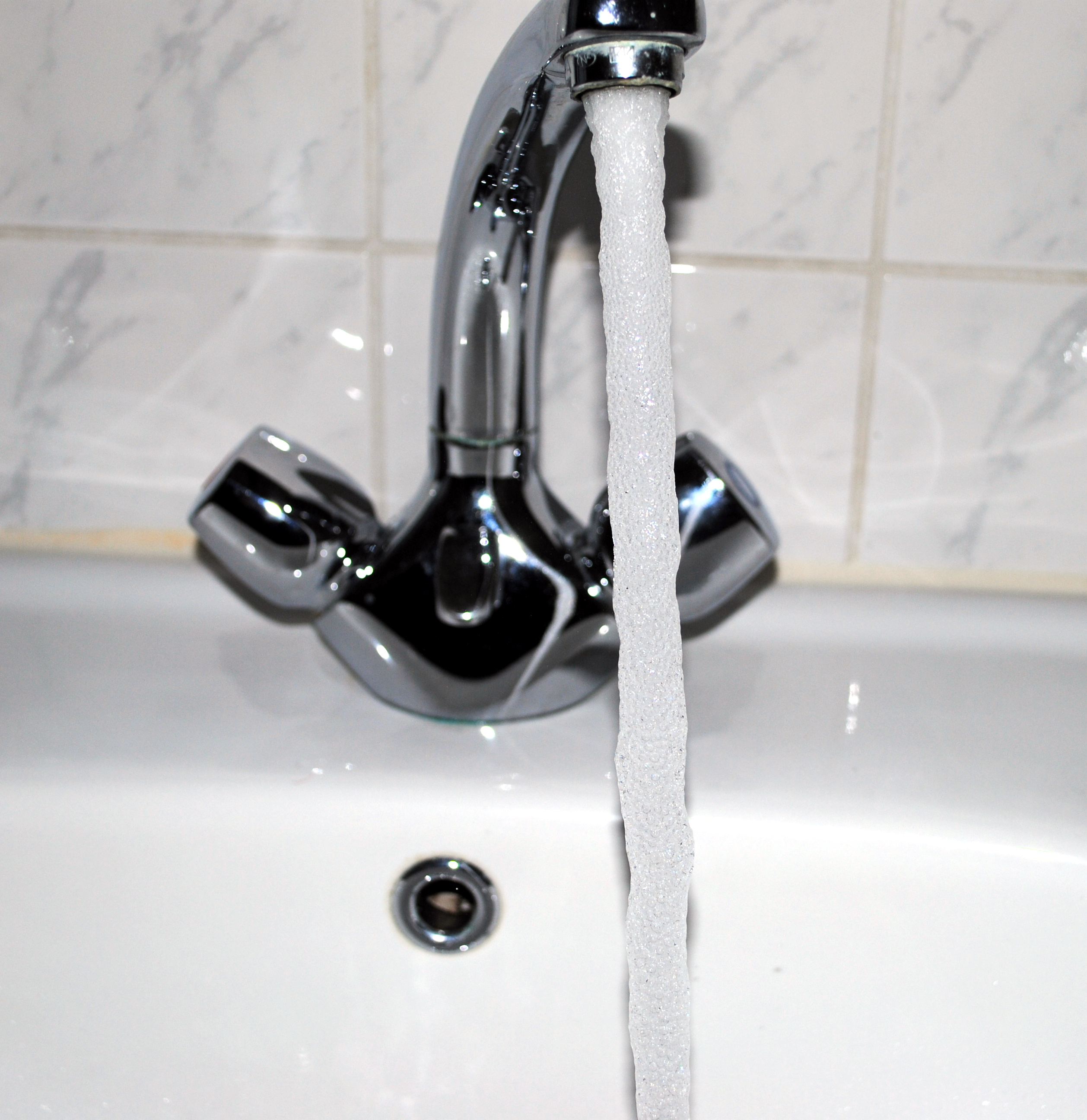
Perlator powodując podniesienie ciśnienia instalacji wodociągowej daje wrażenie optyczne silniejszego strumienia wody.

 Baterie wannowe powinny być wyposażone wyłącznie w perlatory o dużej przepustowości, ponieważ standardowy perlator powoduje wolniejsze napełnianie naczyń wodą przez co woda w wannie szybciej stygnie.